# Farmer Wants a Wife
Farmer Wants a Wife är ett programformat i reality-tv utvecklad av FremantleMedia. I Sverige heter programmet Bonde söker fru och produceras av Meter Film & Television. Programmet sändes för första gången i Storbritannien på kanalen ITV1 2001.
Efter premiären har programmet sänts i över tio olika upplagor över hela världen.

## Internationella versioner
| Land          | Titel                                        | Kanal           | Programledare                                          | Premiär            | Webbplats |
| ------------- | -------------------------------------------- | --------------- | ------------------------------------------------------ | ------------------ | --------- |
| Australien    | The Farmer Wants a Wife                      | Nine Network    | Natalie Gruzlewski                                     | 2007, 24 oktober   | Länk      |
| Belgien       | Boer zoekt Vrouw                             | VTM             | Dina Tersago                                           | 2004, mars         | Länk      |
| Bulgarien     | Фермер търси жена Fermer tyrsi jena          | Nova Television | Aleks Surchajieva                                      | 2011               |           |
| Danmark       | Bonde søger brud                             | Kanal 4         | Anne-Dorte                                             | 2006               |           |
| Estland       | Maamees otsib naist                          | Kanal 2         | Krista Lensin                                          | 2007, maj          | Länk      |
| Finland       | Maajussille morsian                          | MTV3            | Miia Nuutila Mia Halonen                               | 2006, 26 mars      | Länk      |
| Frankrike     | L'amour est dans le pré                      | M6              | Véronique Mounier Alessandra Sublet Karine Le Marchand | 2005, 8 september  | Länk      |
| Grekland      | Αγρότης μόνος ψάχνει Agrótis mónos psáchnei  | Alpha TV        | Sissy Christidou                                       | 2009               |           |
| Italien       | Il contadino cerca moglie                    | Rai 2           | Paola Perego                                           | 2012               |           |
| Kanada        | L'amour est dans le pré                      | V               | Marie-Ève Janvier                                      | 2012, 29 januari   | Länk      |
| Kroatien      | Ljubav je na selu                            | RTL             | Lorena Nosic                                           | 2009               | Länk      |
| Litauen       | Ūkininkas ieško žmonos                       | TV3             | Nijolė Pareigytė                                       | 2011, 26 april     | Länk      |
| Nederländerna | Boer zoekt Vrouw                             | Nederland 1     | Yvon Jaspers                                           | 2004, 21 november  | Länk      |
| Norge         | Jakten på kjærligheten                       | TV2             | Marthe Sveberg                                         | 2012, 24 augusti   | Länk      |
| Rumänien      | Fermier. Caut nevastă                        | Prima TV        | Luana Ibacka                                           | 2009, 12 mars      |           |
| Schweiz       | Bauer, ledig, sucht...                       | 3+              | Marco Fritsche                                         | 2008               | Länk      |
| Serbien       | Domaćine, oženi se                           | Prva            | Tijana Čurović                                         | 2010, 15 oktober   | Länk      |
| Slovakien     | Farmár hľadá ženu                            | TV JOJ          | Aneta Parišková                                        | 2010               | Länk      |
| Slovenien     | Ljubezen na seniku                           | TV3 Slovenia    | Saša Lendero                                           | 2011, 18 april     |           |
| Spanien       | Granjero busca esposa                        | Cuatro          | Luján Argüelles                                        | 2009, 12 januari   | Länk      |
| Sverige       | Bonde söker fru                              | TV4             | Linda Lindorff                                         | 2006               | Länk      |
| Sydafrika     | Boer soek 'n Vrou                            | MNet            | Elma Postma                                            | 2008, 30 september | Länk      |
| Tjeckien      | Farmář hledá ženu                            | TV Prima        | Laďka Něrgešová                                        | 2010               | Länk      |
| Tyskland      | Bauer sucht Frau                             | RTL             | Inka Bause                                             | 2005, 2 oktober    | Länk      |
| Tyskland      | Land und Liebe                               | NDR             | Yared Dibaba                                           | 2005               | Länk      |
| Ukraina       | Фермер шукає дружину Fermer shukaye druzhynu | STB             | Irina Borisyuk                                         | 2011, 30 september | Länk      |
| Ungern        | Házasodna a gazda                            | RTL Klub        | Lilu                                                   | 2012, 29 juni      | Länk      |
| USA           | Farmer Wants a Wife                          | The CW          | Matt Neustadt                                          | 2008, 30 april     |           |
| Österrike     | Bauer sucht Frau                             | ATV             | Katrin Lampe                                           | 2005               | Länk      |